# 玉耶经
《玉耶经》，汉传佛教阿含部经典，为印度高僧昙无兰译。

## 介绍
该经又称《长者诣佛说子妇无敬经》。主要叙述佛陀向須達多长者的媳妇玉耶讲法。因玉耶恃豪富而失妇德，佛陀讲述妇德教示，玉耶女闻过悔之并接受十戒。该经文中，佛陀把人妻者分为七种（母妻、妹妻、师妻、妇妻、婢妻、仇妻、杀人妻），其中前五种受众人敬爱，为家族兴盛之基；后二种为恶。
该经另有三个漢译版本：
- 《玉耶女经》，为西晋时译[2]。
- 《佛說阿遬达经》，为刘宋求那跋陀罗译[3]。
- 《增一阿含经》（卷四十九），东晋僧伽提婆译[4]。

南传佛教中對應經为《妻子經》，屬于《巴利大藏经》中的《增支部》7集63經，巴利聖典會版增支部第2卷7集第59經。